# Atlalco
Atlalco är en ort i Mexiko.   Den ligger i kommunen Chicontepec och delstaten Veracruz, i den sydöstra delen av landet, 200 km nordost om huvudstaden Mexico City. Atlalco ligger 127 meter över havet och antalet invånare är 132.
Terrängen runt Atlalco är kuperad åt sydväst, men åt nordost är den platt. Runt Atlalco är det ganska tätbefolkat, med 65 invånare per kvadratkilometer. Närmaste större samhälle är La Ceiba, 16,5 km söder om Atlalco. Omgivningarna runt Atlalco är en mosaik av jordbruksmark och naturlig växtlighet.